# SIVI
La SIVI S.p.A. è una società italiana creata nel 1982 e operante nel settore dei veicoli per trasporti eccezionali.
Già partner di Iveco sin dall'origine, costruiva veicoli utilizzando come base i veicoli pesanti Iveco, viene assorbita dall'Astra S.p.A. nel gennaio 2002.
Nell'ottobre 2004, la SIVI è stata integrata completamente nel sito produttivo dell'Astra a Piacenza.
La gamma SIVI, da sempre realizzata sulla base dei mezzi pesanti della produzione Iveco: Eurotech - Eurostar - Eurotrakker e oggi: Stralis e Trakker.

## Modelli su base Stralis
- AT/AS 440 S 43/48/54 T/P-HR EZ 80 4x2 Trattore /Biuso - motore Iveco Cursor10/13 da 430/480/540 cv - PTT/PTC 20/80 t
- Stralis AS 440 S48/54 TX/P HR EZ 80 6x2 Trattore /Biuso - Motore Iveco Cursor13 480/540 cv - PTT/PTC 20/80 t
- Stralis AS 440 S48/54 TZ/P EZ 130 6x4 Trattore /Biuso - Motore Iveco Cursor13 480/540 cv - PTT/PTC 32/130 t

## Modelli su base Trakker
- AT 400 T 44 WT EZ 120 4x4 Trattore /Biuso - Motore Iveco Cursor13 440 cv - PTT/PTC 20/120 t
- AT/AS 720 T 48/54 H EZ 160 6x4 Trattore /Biuso - Motore Iveco Cursor13 540 cv - PTT/PTC 38/160 t
- AT/AS 720 T 54 HT EZ 250 6x4 Trattore /Biuso - Motore Iveco Cursor13 540 cv - PTT/PTC 38/250 t
- AT/AS 720 T 48/54 WT EZ 200 6x6 Trattore /Biuso - Motore Iveco Cursor13 440/540 cv PTT/PTC 40/180 t
- AT/AS 720 T 54 WT EZ 275 6x6 Trattore /Biuso - Motore Iveco Cursor13 540 cv - PTT/PTC 40/275 t
- AT/AS 410 T 48/54 EZ 192 8x4 Trattore /Biuso - Motore Iveco Cursor13 480/540 cv - PTT/PTC 48/192 t
- AT/AS 410 T 54 EZ 250 8x4 Trattore /Biuso - Motore Iveco Cursor13 540 cv PTT/PTC 48/250 t
- AT/AS 410 T 48/54 H EZ 192 8x4 Carro con traino - Motore Iveco Cursor13 480 cv - PTT/PTC 49/292 t
- AT/AS 410 T 48 H EZ 48 8x4 Carro isolato - Motore Iveco Cursor13 480 cv - PTT/PTC 48 t
- AT/AS 380 T 54 WT EZ 275 8x6 Trattore /Biuso - Motore Iveco Cursor13 540 cv - PTT/PTC 48/275 t
- AT 410 T 44 W EZ 50 8x8 Carro isolato - Motore Iveco Cursor13 440 cv PTT/PTC 48/50 t
- AT/AS 410 T 54 WT EZ 300 8x8 Trattore /Biuso - Motore Iveco Cursor13 540 cv PTT/PTC 48/300 t